# Med Strindbergs ur tiden
Med Strindbergs ur tiden är ett svenskt musikalbum av Strindbergs. Skivan är inspelad 2-4 januari 1984.
"Jag hade ingen aning om hur man kopplade in effekter, och därför används i stort sett inga (förutom ett reverb och något eko här och där) utan vi dubbade istället det vi ville skulle låta fett, det vill säga nästan allting." - Johan Johansson 

## Låtlista
1. "Razor Waltz" - 3.32
2. "Respektfulla gatan" - 1.47
3. "Ingenting" - 3.34
4. "Söner & döttrar" - 3.28
5. "Bla-bla-bla" - 2.56
6. "Halloween" - 7.02
7. "Din gyllene regel" - 6.06

## Medverkande
- Johan Johansson - gitarr, sång, keyboards, munspel
- Janne Borgh - bas, sång, akustisk gitarr, flöjt
- Johan Carlén - trummor